# Салватерра-ду-Ештрему
Салватерра-ду-Ештрему (порт. Salvaterra do Extremo; МФА: [saɫ.vɐ.ˈte.ʁɐ du ʃ.ˈtɾe.mu]) — парафія в Португалії, у муніципалітеті Іданя-а-Нова. Розташована в східній частині країни, на теренах історичної португальської провінції Бейра. Входить до складу округу Каштелу-Бранку. За адміністративним поділом, чинним до 1976 року, терени парафії були складовою провінції Нижня Бейра. Належить до Порталегрівсько-Каштелу-Бранківської діоцезії Католицької церкви. Патрон — Діва Марія. Площа — 82,1317 км². Населення — 170 ос. (2011). Слабо урбанізований регіон. Густота населення — 2,07 осіб/км²
. Код — 050513.

## Населення
| Кількість мешканців | Кількість мешканців | Кількість мешканців | Кількість мешканців | Кількість мешканців | Кількість мешканців | Кількість мешканців | Кількість мешканців | Кількість мешканців | Кількість мешканців | Кількість мешканців | Кількість мешканців | Кількість мешканців | Кількість мешканців | Кількість мешканців |
| ------------------- | ------------------- | ------------------- | ------------------- | ------------------- | ------------------- | ------------------- | ------------------- | ------------------- | ------------------- | ------------------- | ------------------- | ------------------- | ------------------- | ------------------- |
| 1864                | 1878                | 1890                | 1900                | 1911                | 1920                | 1930                | 1940                | 1950                | 1960                | 1970                | 1981                | 1991                | 2001                | 2011                |
| 1 187               | 1 357               | 1 619               | 1 826               | 2 203               | 1 931               | 2 343               | 2 666               | 2 853               | 1 100               | 627                 | 436                 | 321                 | 203                 | 170                 |